# A Gentle Creature
A Gentle Creature, na versão inglesa, ou Une Femme douce, na versão francesa, é um filme de drama ucraniano de 2017 dirigido e escrito por Sergei Loznitsa. Protagonizado por Vasilina Makovtseva e Valeriu Andriuta, estreou no Festival de Cannes 2017, no qual competiu para a Palm d'Or.

## Elenco
- Vasilina Makovtseva
- Valeriu Andriuta
- Sergei Kolesov
- Dimitry Bykovsky